# Vênus Capitolina
Vênus Capitolina é um tipo de estátua de Vênus, especificamente uma variante da Vênus Pudica, que, entre outras, inclui a Vênus de Médici, e da qual existem vários exemplares. A Vênus Capitolina e suas variantes são caracterizadas pela posição dos braços da estátua — em pé, após o banho, a Vênus começa a cobrir os seios com a mão direita e região genital com a esquerda.
O tipo deriva originalmente da Afrodite de Cnido, uma estátua grega do século III ou II a.C. perdida e da qual muitas cópias sobreviveram. Esta, por sua vez, era uma variação da obra de Praxíteles, da Ásia Menor, que acrescentou à tradição praxiteliana um tratamento mais carnal e voluptuoso da deusa, que gesticula modestamente com ambas as mãos e não mais apenas uma (a esquerda) no caso da estátua original de Praxíteles.

## Principal exemplar

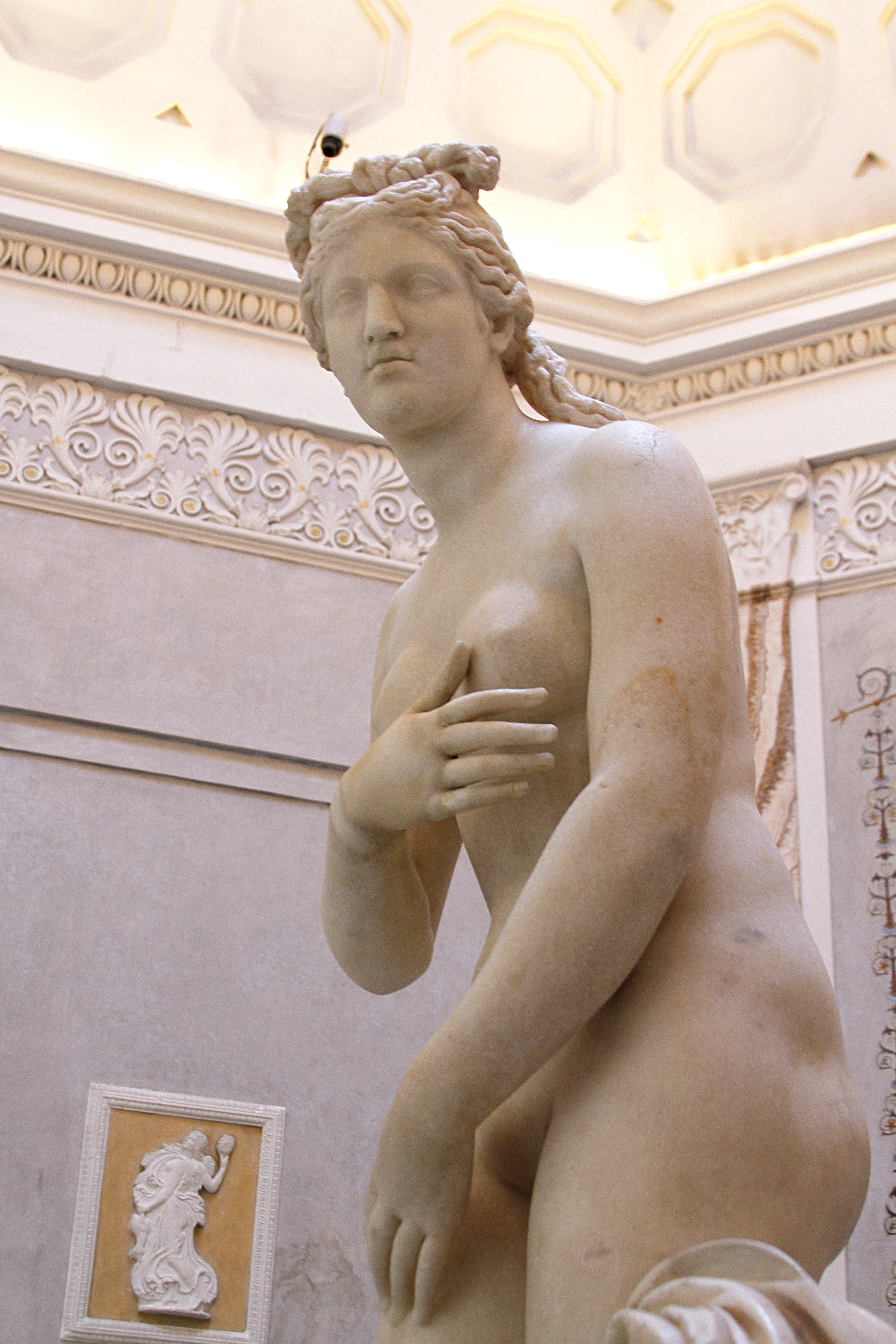
Detalhe.

A Vênus Capitolina é uma estátua de mármore branco um pouco maior do que o tamanho natural, com 1,93 metros. É uma cópia antonina de uma escultura grega tardia derivada de Praxíteles. Ela foi encontrada no Monte Viminal durante o pontificado do papa Clemente X (r. 1670–1676) nos jardins da família Stazi perto de San Vitale. O papa Bento XIV (r. 1675–1740) comprou-a em 1752 e a cedeu aos Museus Capitolinos, onde ela está até hoje num nicho próprio — chamado "gabinete da Vênus" — no primeiro piso  do Palazzo Nuovo no Monte Capitolino.
Sua reputação comparada com a da Vênus de Médici, em Florença, aumentou vagarosamente segundo Haskell & Penny, alimentada em parte pela rejeição das extensivas restaurações sofridas pela Vênus florentina. Ela foi triunfalmente levada para Paris por Napoleão pelos termos do Tratado de Tolentino; o imperador também encomendou uma cópia em mármore a Joseph Chinard, atualmente no Castelo de Compienha. Quando a original foi devolvida à Santa Sé em 1816, a cópia de gesso que havia ficado em seu lugar durante a era Napoleônica foi levada para o Reino Unido, onde John Flaxman elogiou-a para seus estudantes.

## Outros tipos
A Afrodite de Menofanto foi encontrada no mosteiro camaldulense de San Gregorio al Celio. Ela está assinada (em latim: "Apo tis en troadi afroditis minofantos epoiei") por Menofanto, um escultor grego, aparentemente no século I a.C., de quem mais nada se sabe. Os cenobitas ocuparam a antiga igreja e o antigo mosteiro de S. Gregorii in Clivo Scauri, fundado pelo papa Gregório Magno em suas terras pessoais na encosta do Monte Célio, por volta de 580. A escultura finalmente passou para as mãos da família Chigi. Johann Joachim Winckelmann descreveu esta esculturas em sua "Geschichte der Kunst des Altertums" (vol V, ch. II).
Vênus do Campo Iemini, outra escultura do mesmo modelo, foi descoberta na primavera de 1792 entre outras esculturas durante uma escavação de uma vila romana em Campo Iemini, perto de Torvaianica, no Lácio. A escavação foi dirigida pelo comerciante de antiguidades romanas inglês Robert Fagan (1761–1816) com o patrocínio do príncipe Augusto Frederico, duque de Sussex, em parceria com Sir Corbet Corbet do Museu Britânico. Na época da descoberta, muitos, principalmente os ingleses, consideravam-na superior à Vênus Capitolina. Depois de uma restauração em Roma, a estátua foi enviada para Londres de navio e foi presentada pelo príncipe Augusto ao seu irmão, o príncipe regente, que a colocou na Carlton House. Depois de sua morte, quando a Carlton House foi substituída por um terraço de casas, Guilherme IV (r. 1830–1837) doou-a para o Museu Britânico.
Uma versão da Vênus Pudica foi encontrada também nas Termas de Adriano em Léptis Magna, escavadas na década de 1920, e levada para a Europa por Mussolini, que presenteou-a ao líder nazista Hermann Göring. A estátua decorou o quarto de seu retiro no campo, perto de Berlim, "Carinhall". Ela foi finalmente devolvida à Líbia em 1999 e hoje está no Museu Arqueológico Nacional de Trípoli. Outras variantes estão no Museu Hermitage, São Petersburgo, assim como a similar Vênus Tauride.

## Galeria

Outras versões
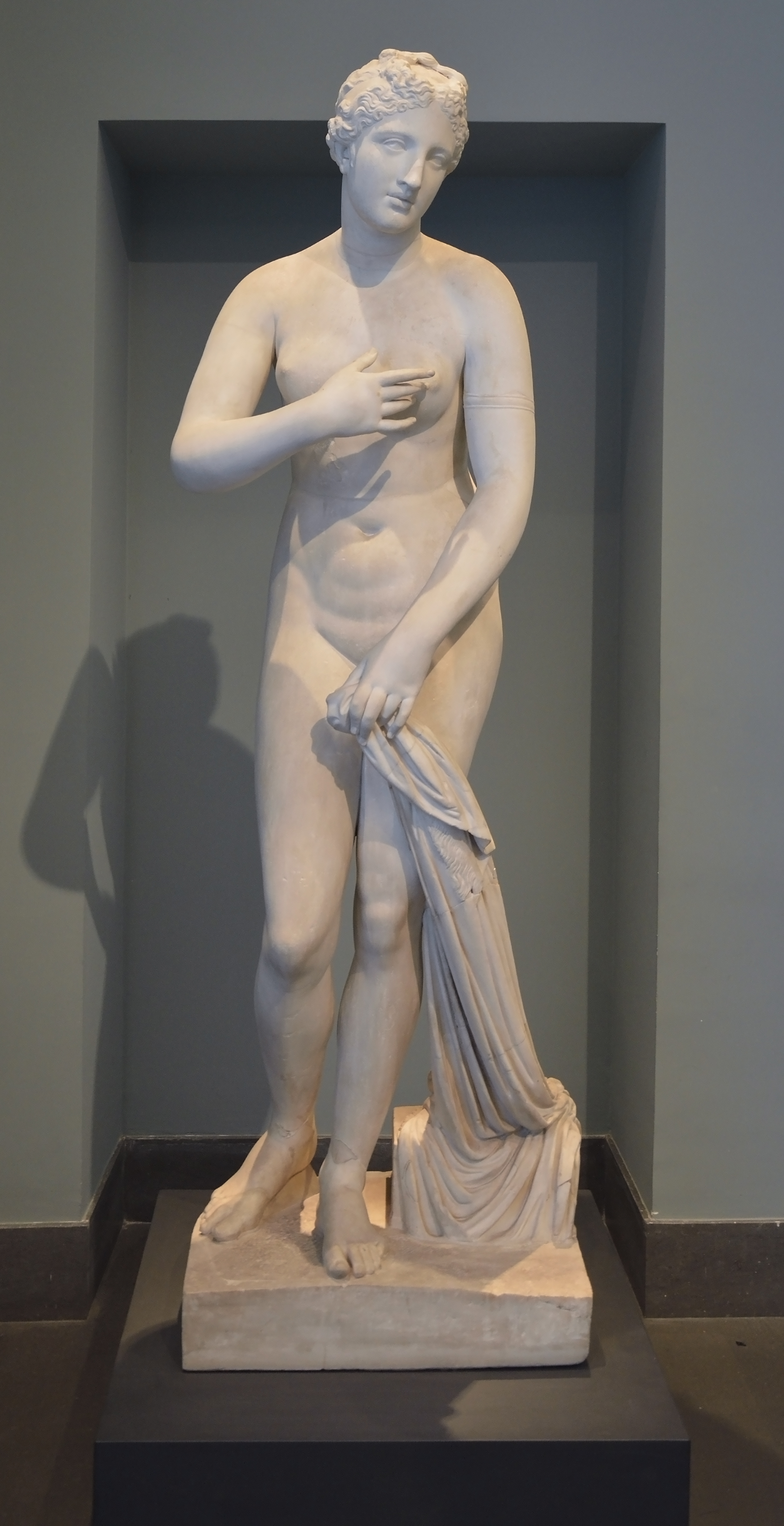
Afrodite de Menofanto.
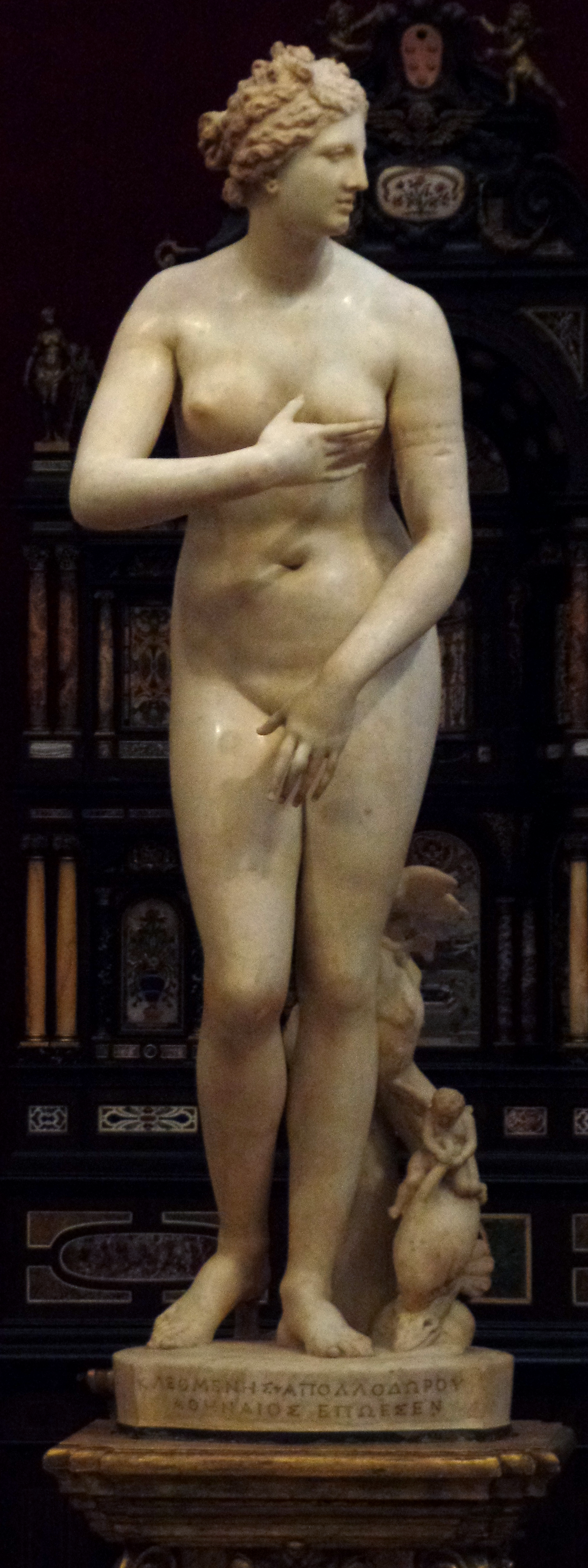
Vênus de Médici.
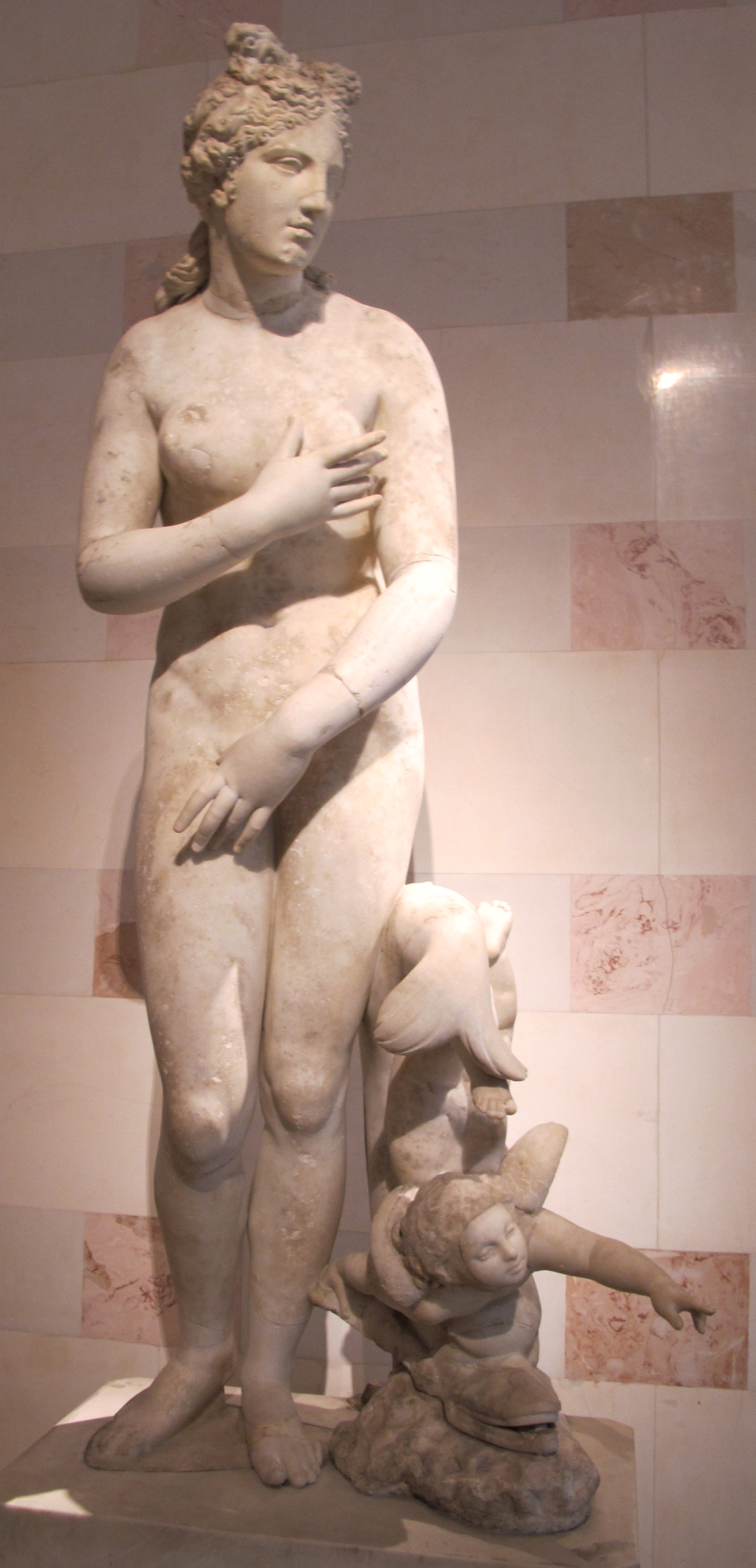
Vênus Pudica no Museu Hermitage.
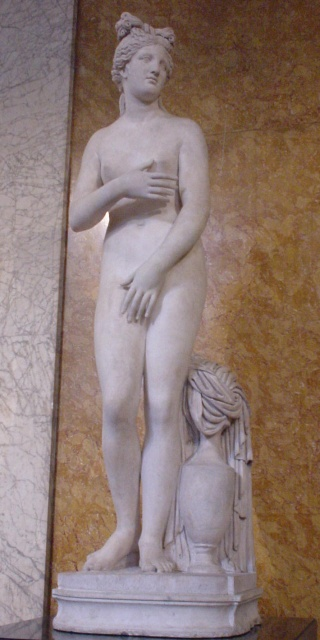
Vênus do Campo Iemini.